# میرزا ابراهیم حکمی زنجانی
میرزا ابراهیم فلکی حکمی زنجانی معروف به میرزا ابراهیم ریاضی در سال ۱۲۷۲ هجری قمری در یک خانواده ثروتمند در شهر زنجان به دنیا آمد. او از حکماء و از شخصیت‌های بزرگ فلسفی در زمان خود بوده و در عرفان و فقه و بخصوص ریاضیات تبحر ویژه‌ای داشته است.

## تحصیلات
ابتدا میرزا ابراهیم در بازار به مدت کوتاهی مشغول به شاگردی شد. بعد به توصیه یکی از دوستان پدر او به مسجد سید زنجان رفت و در آنجا مشغول تحصیل شد و تحصیلات خود را ادامه داد. در ابتدای تحصیلات او در زنجان، شیخ حسن نامی، استاد او، به خاطر جثه لاغر و اندام کوچک او چندان رغبتی برای تدریس به او نشان نمی‌داده است، اما پس از مدت کوتاهی پی به نبوغ و استعداد فوق‌العاده او برد. میرزا ابراهیم برای ادامه تحصیلات به تهران رفت و در مسجد سپهسالار تهران حجره‌ای گرفت و در آنجا مشغول به تحصیل شد. از استادان او میرزا محمد حسن آشتیانی، فقیه نامدار، میرزا حسین سبزواری، آقا علی، آقا محمد رضا و میرزا ابوالحسن جلوه بوده‌اند. میرزا ابراهیم در علوم عقلی و نقلی با استفاده از آن استادان به استادی مسلم رسید و در فقه از میرزا محمد حسن آشتیانی درجه اجتهاد گرفت. او در سال ۱۳۴۰ هجری قمری تحت تأثیر آخوند ملا قربانعلی زنجانی به زنجان بازگشت. از استادان دیگر میرزا ابراهیم حکمی در زنجان میرزا مجید حکمی را می‌توان نام برد.

## شاگردان
از خصوصیات میرزا ابراهیم حکمی این بوده که او متخصص ریاضیات بوده و در ریاضیات آنقدر تبحر داشته که در اوائل تأسیس دانشگاه در ایران به او رجوع می‌کردند. سید ابوالحسن رفیعی قزوینی شاگرد او در ریاضیات بوده است. او دربارهٔ میرزا ابراهیم حکمی گفته من از اصفهان آمدم به زنجان و به مدت ۹ ماه در مدرسه جمیله خانم اقامت کردم تا از شیخ ابراهیم حکمی ریاضیات بخوانم و بعد گفته: نظیر او در ریاضیات در ایران کسی وجود ندارد. از شاگردان میرزا ابراهیم سید حسین زنجانی بوده که در زنجان منظومه تدریس می‌کرده است. میرزا ابوعبدالله زنجانی(شیخ الاسلام زنجانی)، آقا سید محمد فاطمی قمی، میرزا اسدالله بن جعفر زنجانی، آیت‌الله سید احمد زنجانی و  حسین دین محمدی زنجانی نیز از شاگردان او بوده‌اند.

## وفات
میرزا ابراهیم حکمی در۱۳ رمضان ۱۳۵۱ هجری قمری در سن ۷۹ سالگی در تهران در گذشت و در رواق ورودی حرم امامزاده سید ابراهیم زنجان به خاک سپرده شد.

## آثار و تالیفات
- شرح زبده بر شیخ بهایی
- حاشیه بر اصول اقلیدس تا مقاله دهم
- تألیف رساله عقد انامل
- حاشیه بر شرح چغمینی قاضی زاده رومی
- تعلیقات بر مفاتح الحساب مولانا غیاث الدین کاشانی.[۹]